# Ciclocross de Elorrio
El Ciclocross de Elorrio (Elorrioko Basqueland Ziklokrosa) es una carrera ciclista de la modalidad de ciclocrós que se disputa en la ciudad de Elorrio. Es una de las pruebas más antiguas del calendario nacional español.

## Palmarés masculino
| Año       | Vencedor                 | Segundo            | Tercero                      |
| --------- | ------------------------ | ------------------ | ---------------------------- |
| 1993      | Francisco José Pla       | Jokin Mujika       | Fernando Martínez de Guereñu |
| 1994-1998 | Sin datos                |                    |                              |
| 1999      | David Seco               | Francisco Mena     | José Manuel Osuna            |
| 2000      | David Seco               | José Manuel Osuna  | Oier Egaña                   |
| 2001      | David Seco               | Régis Duros        | Wilant Van Gils              |
| 2002      | Sin datos                |                    |                              |
| 2003      | David Seco               | Haitz Ortiz        | Ismael Esteban               |
| 2004      | David Seco               | Zugaitz Ayuso      | Antonio Suárez Fernández     |
| 2005      | David Seco               | Unai Yus           | Javier Ruiz de Larrinaga     |
| 2006      | Erlantz Uriarte          | Unai Yus           | José Antonio Díez Arriola    |
| 2007      | Javier Ruiz de Larrinaga | Unai Yus           | Isaac Suárez                 |
| 2008      | Sin datos                |                    |                              |
| 2009      | Egoitz Murgoitio         | Joseba León        | Erlantz Uriarte              |
| 2010      | Egoitz Murgoitio         | Aitor Hernández    | Unai Yus                     |
| 2011      | Egoitz Murgoitio         | Aitor Hernández    | Aketza Peña                  |
| 2012      | Aitor Hernández          | Egoitz Murgoitio   | Isaac Suárez                 |
| 2013      | Egoitz Murgoitio         | Aitor Hernández    | Javier Ruiz de Larrinaga     |
| 2014      | Aitor Hernández          | Kévin Suárez       | Felipe Orts                  |
| 2015      | Felipe Orts              | Aitor Hernández    | Ismael Esteban               |
| 2016      | Ismael Esteban           | Felipe Orts        | Aitor Hernández              |
| 2017      | Felipe Orts              | Aitor Hernández    | Javier Ruiz de Larrinaga     |
| 2018      | Vincent Baestaens        | Felipe Orts        | Aitor Hernández              |
| 2019      | Felipe Orts              | Diether Sweeck     | David Menut                  |
| 2021      | Felipe Orts              | David van der Poel | Luke Verburg                 |
| 2022      | No disputada             |                    |                              |
| 2023      | Aitor Hernández          | Iker Senar         | Unai Zurita                  |
| 2024      | Aitor Hernández          | Darío Silvestre    | Unax Lombraña                |

## Palmarés femenino
| Año  | Vencedora         | Segunda           | Tercera         |
| ---- | ----------------- | ----------------- | --------------- |
| 2011 | Olatz Odriozola   | Lucía González    | Eider Merino    |
| 2012 | Rocío Gamonal     | Lucía González    | Olatz Odriozola |
| 2013 | Rocío Gamonal     | Olatz Odriozola   | Aida Nuño       |
| 2014 | Aida Nuño         | Lucía González    | Olatz Odriozola |
| 2015 | Aida Nuño         | Olatz Odriozola   | Mayalen Noriega |
| 2016 | Aida Nuño         | Alba Teruel       | Alicia González |
| 2017 | Helen Wyman       | Aida Nuño         | Lucía González  |
| 2018 | Aida Nuño         | Helen Wyman       | Lucía González  |
| 2019 | Lucía González    | Manon Bakker      | Olivia Onesti   |
| 2021 | Olivia Onesti     | Lucía González    | Amelie Laquebe  |
| 2022 | No disputada      |                   |                 |
| 2023 | Lukene Trujillano | Edurne Izkue      | Lur Zufiria     |
| 2024 | Ainara Elbusto    | Lukene Trujillano | Nahia de Miguel |